# Wenn Träume fliegen lernen
Wenn Träume fliegen lernen (Originaltitel: Finding Neverland) ist ein Filmdrama aus dem Jahr 2004 über die Entstehung des Klassikers Peter Pan mit Johnny Depp in der Hauptrolle. Es erhielt den Oscar für die Beste Filmmusik.

## Handlung
London im Jahr 1903: Der Theaterautor James Matthew Barrie hat trotz seiner fantastischen Ideen nur mäßigen Erfolg mit seinen Theaterstücken und auch sein Leben verläuft eher unspektakulär. Immer mehr distanziert er sich von seiner Ehefrau, die er nicht in seine Fantasiewelten mitnehmen kann. Eines Tages lernt er die junge Witwe Sylvia Davies und ihre vier Söhne kennen. Barries Umfeld, allen voran seine Ehefrau, und auch Sylvias Mutter missbilligen sein Interesse an der jungen Mutter, dennoch freundet er sich mit ihr und ihren Kindern an. Seine Frau trennt sich von ihm, Barrie fällt die Trennung nicht schwer.
Er verbringt viel Zeit mit den Davies-Kindern. Er verkleidet sich, bringt ihnen Kunststücke bei und erfreut sich mit ihnen an immer neuen Geschichten, indem er Fantasiewelten mit Cowboys und Indianern oder Piraten erschafft. Besonders den jungen, verschlossenen Peter hat er in sein Herz geschlossen und verwendet dessen Namen für die Titelfigur seines neuen Stücks, in dem er die Abenteuer mit den Kindern verarbeitet. Zu Beginn der Proben konfrontiert Barrie die Schauspieler mit ungewöhnlichen Ideen. Sie sollen beispielsweise über die Bühne fliegen, mit Feen sprechen oder Tierkostüme tragen – und nach der anfänglichen Skepsis wird Peter Pan ein voller Erfolg.
Peters Mutter Sylvia erkrankt schwer, was seinen Glauben und seine Fantasie auf eine harte Probe stellt; doch dank Barrie und dessen Werk Peter Pan bewahrt er sich eine Portion Fantasie. Bevor Sylvia stirbt, bestimmt sie ihre Mutter und Barrie zu den Erziehungsberechtigten.

## Hintergrund
Für die Filmproduktion setzte die Firma Miramax 25 Mio. Dollar ein. Die weltweiten Einnahmen betrugen etwa 115 Mio. Dollar. Die Premiere des Films, die eigentlich für 2003 geplant war, musste um ein Jahr verschoben werden, da die Rechteinhaberin Columbia Pictures im selben Jahr eine eigene Peter-Pan-Version veröffentlichen wollte.

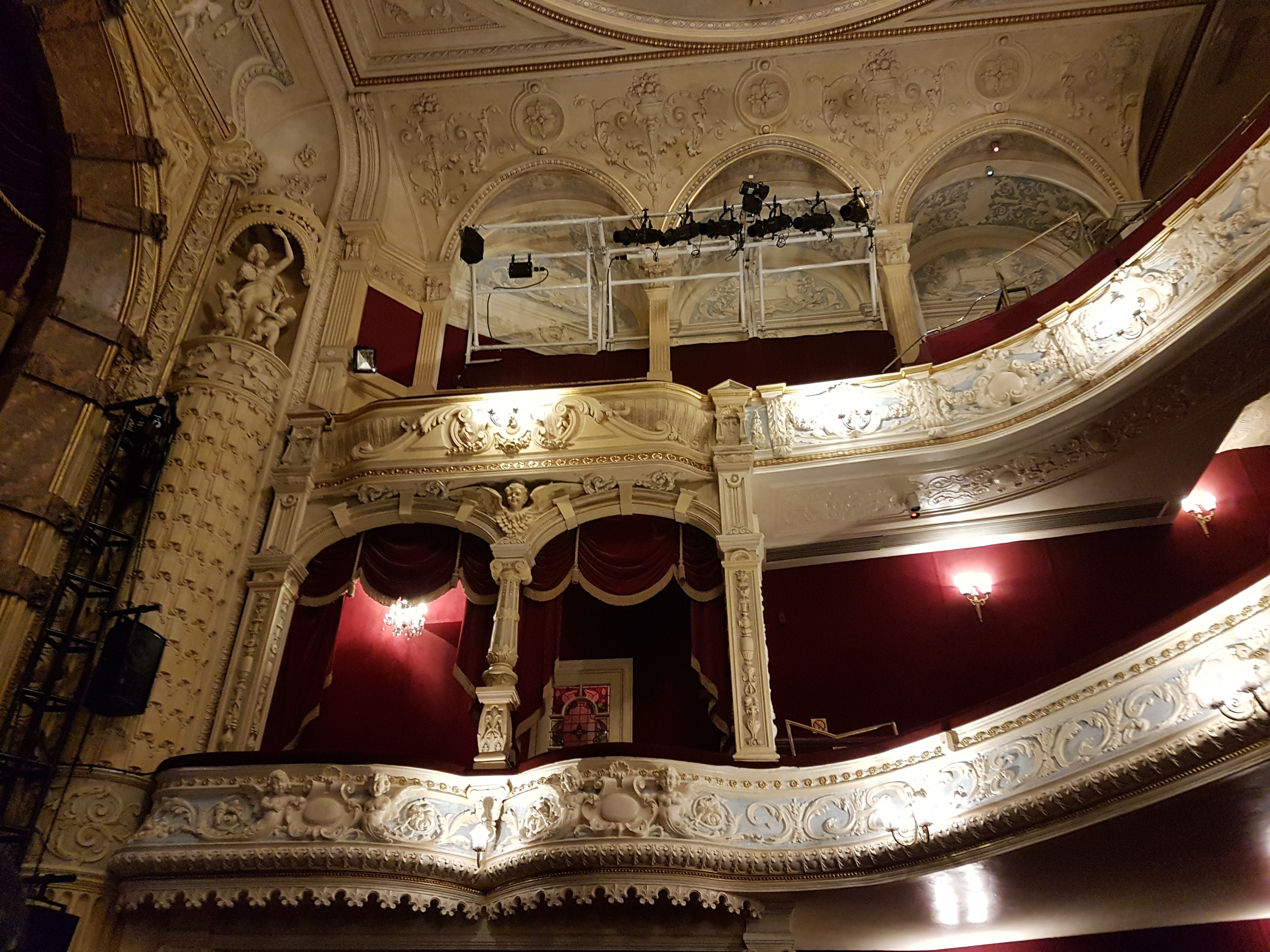
Drehort Richmond Theatre

Die Innenaufnahmen entstanden in den Pinewood Studios, Shepperton Studios und im Londoner Richmond Theatre.
Zu Beginn der Cowboyszene wird ein Schild mit der Aufschrift „Great Ormond Mining Co.“ gezeigt. Dies ist eine Anspielung auf das Great Ormond Street Hospital, ein Kinderkrankenhaus, dem Barrie die Urheberrechte an seinem Theaterstück Finding Neverland vermachte.
Das Automobil, mit dem Barrie die Davies-Familie in das Sommerhaus fährt, ist ein Original aus dem späten 19. Jh. und war keineswegs durch eigenen Antrieb fahrtüchtig. Um das Fahrzeug dennoch funktionsfähig erscheinen zu lassen, ließ man es eine Anhöhe hinunterrollen. Durch den Einsatz einer die Straße blockierenden Schafherde erschien das langsame Ausrollen des Wagens wie ein Bremsvorgang, war jedoch dem fehlenden motorisierten Antrieb geschuldet.
Die Deutsche Film- und Medienbewertung FBW in Wiesbaden verlieh dem Film das Prädikat wertvoll.

## Cameo
Der Regisseur hat einen Cameoauftritt in der Szene, in der eine Kostümbesprechung mit J.M. Barrie stattfindet.

## Kritiken
„Nachdem er sich mit Monster’s Ball als Regietalent bewiesen hat, präsentiert Marc Forster seine nächste Hollywoodproduktion: Er erzählt herzergreifend von der Entstehungsgeschichte des Klassikers ‚Peter Pan‘. Vor allem Johnny Depp in der Hauptrolle macht dieses subtil gesponnene Märchen zu einer melancholischen Fabel über die Freude an der Kindheit.“

„Das beschaulich-unterhaltsame Drama nach einer Theatervorlage hält sich vage an Barries Biografie und handelt von der Macht der Fantasie, die selbst unter engen gesellschaftlichen Rahmenbedingungen immer wieder wirkungsvoll die Grenzen der Wirklichkeitsebenen überschreitet. Dank einfühlsam agierender Darsteller ein ebenso fesselndes wie amüsantes Vergnügen.“

## Auszeichnungen

### Oscarverleihung 2005
Gewonnen
- Beste Filmmusik (Jan A. P. Kaczmarek)

Nominiert
- Bester Film
- Bester Hauptdarsteller (Johnny Depp)
- Bestes adaptiertes Drehbuch (David Magee)
- Bestes Szenenbild (Gemma Jackson, Trisha Edwards)
- Bestes Kostümdesign (Alexandra Byrne)
- Bester Schnitt (Matt Chessé)

### Golden Globe Awards 2005
Nominiert
- Bester Film – Drama
- Beste Regie (Marc Forster)
- Bester Hauptdarsteller – Drama (Johnny Depp)
- Bestes Drehbuch (David Magee)
- Beste Filmmusik (Jan A. P. Kaczmarek)

### British Academy Film Awards 2005
Nominiert
- Bester Film
- Beste Regie (Marc Forster)
- Bester Hauptdarsteller (Johnny Depp)
- Beste Hauptdarstellerin (Kate Winslet)
- Beste Nebendarstellerin (Julie Christie)
- Bestes adaptiertes Drehbuch (David Magee)
- Beste Kamera (Roberto Schaefer)
- Bestes Szenenbild (Gemma Jackson)
- Beste Kostüme (Alexandra Byrne)
- Beste Maske (Christine Blundell)
- Beste Filmmusik (Jan A. P. Kaczmarek)

### Screen Actors Guild Awards 2005
Nominiert
- Bester Hauptdarsteller (Johnny Depp)
- Bester Nebendarsteller (Freddie Highmore)
- Bestes Schauspielensemble (Julie Christie, Johnny Depp, Freddie Highmore, Dustin Hoffman, Radha Mitchell, Joe Prospero, Nick Roud, Luke Spill, Kate Winslet)